# Jacob Seib
Jacob Seib (* 23. Februar 1812 in Offenbach am Main; † 23. August 1883 in Frankfurt am Main) war ein deutscher Fotograf des 19. Jahrhunderts.

## Leben
Jacob Seib, 1812 in Offenbach als Sohn des Zimmermeisters Heinrich Seib und der Margarethe geb. Kaldschmidt geboren, gehörte zu den ersten Photographen in Frankfurt und erfreute sich besonderer Beliebtheit beim Publikum. Zu seinen Kunden zählten unter anderem Heinrich Wilhelm August Freiherr von Gagern, Ernst Moritz Arndt oder Arthur Schopenhauer.
Sein Photographisches Institut befand sich in der Hochstraße 16, wo er vor allem Persönlichkeiten des öffentlichen Lebens einlud. Bekannt sind vor allem die Porträts, welche von Abgeordneten der Frankfurter Nationalversammlung in Auftrag gegeben wurden. Aufmerksamkeit erregte eine Annonce von Seib am 6. Juni 1852 im Frankfurter Intelligenz-Blatt, wo er für die neue Technik der Photographie auf Glas warb.
Werke von Seib befinden sich im Werksarchiv von Agfa, im Historischen Museum in Frankfurt und im Nordico in Linz.

## Bekannte Bilder

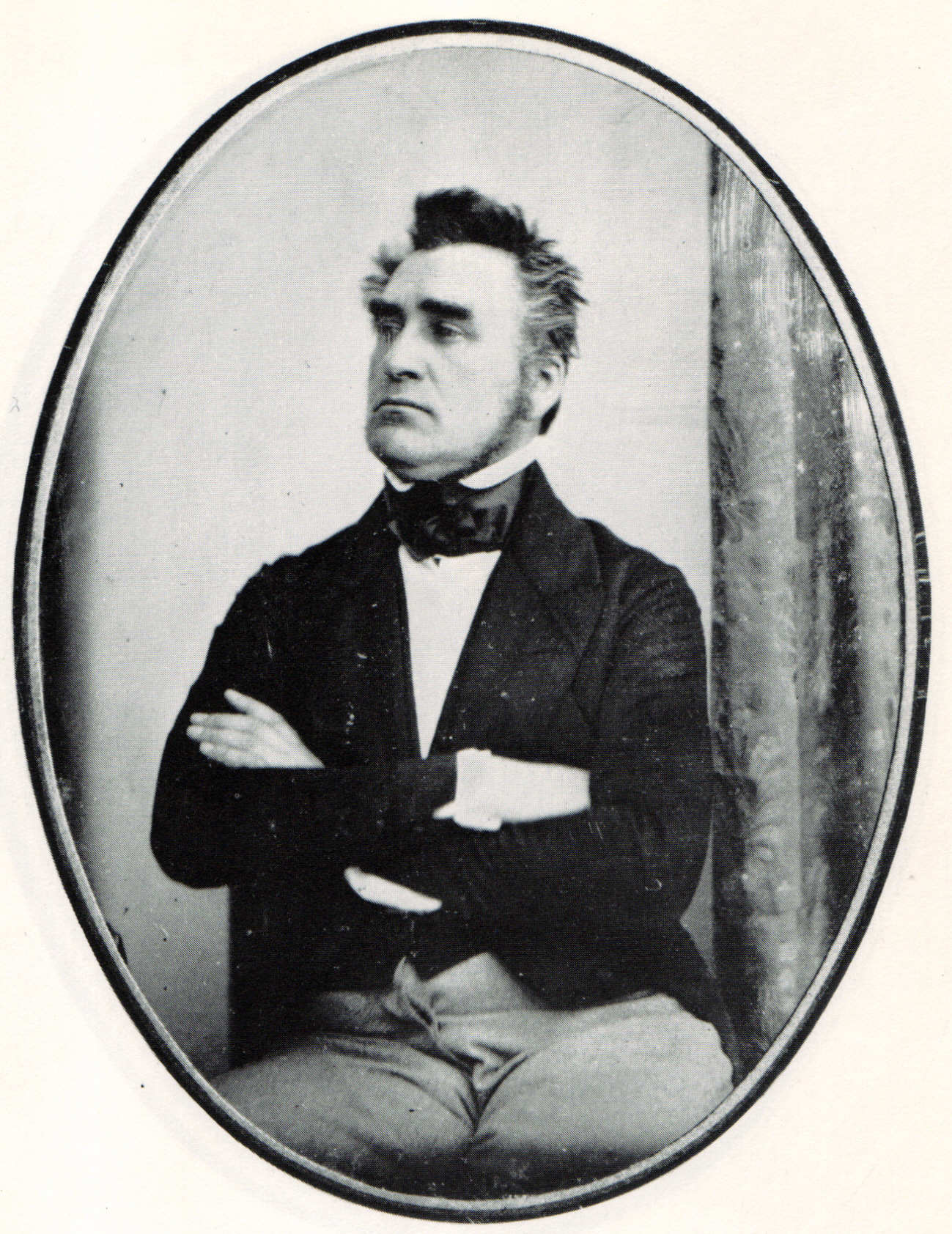
Heinrich von Gagern (1848)
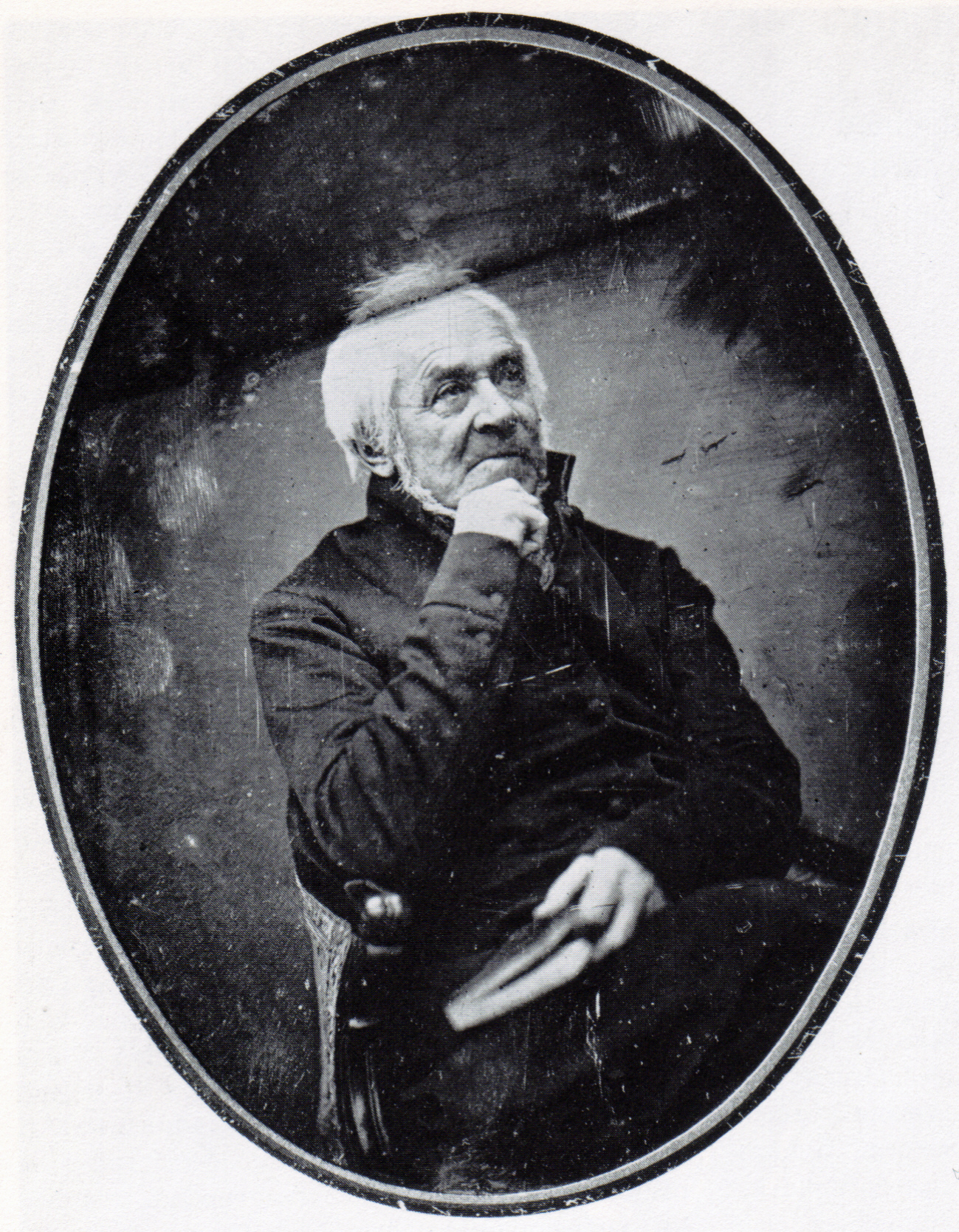
Ernst Moritz Arndt (1848)
Franz Raveaux in der Nationalversammlung (1848)

## Ausstellungen
- Frühe Photographie im Rhein-Main-Gebiet 1839–1885. Haus Giersch – Museum Regionaler Kunst, 28. September 2003 bis 4. Januar 2004, Frankfurt am Main
- Fokussiert – Frühe Fotografien aus dem Nordico, Linz 2007